# 呂崇賁
呂崇賁（？—773年），唐朝軍事人物。
天寶年間任河西節度使，重用楊炎為掌書記。安史之亂爆發，唐玄宗命哥舒翰代替高仙芝守潼關（今陝西潼關東北）。潼關失守後，哥舒翰被俘。李承光與王思禮、呂崇賁逃回。時唐肅宗就位於靈武，指責李承光等人不能嚴守崗位，皆處以極刑。這時房琯出面為王思禮等脫罪，朝廷僅斬殺李承光一人，赦崇賁與思禮。官太府卿。大曆七年十月以呂崇賁為廣州都督，充任岭南节度使。大曆八年九月，苏涣煽動循州（今廣東惠州)刺史哥舒晃叛亂，哥舒晃殺呂崇賁，“以亂竊據府中，南方蕭然”。